# Черкаський національний університет імені Богдана Хмельницького

Схематичне розташування

Черка́ський націона́льний університе́т і́мені Богда́на Хмельни́цького — заклад вищої освіти IV рівня акредитації у м. Черкаси, освітній, науковий, культурний та інтелектуальний центр Шевченкового краю. Головним завданням університету є підготовка конкурентоспроможних фахівців, розвиток науки, патріотичне й морально-духовне виховання особистості.

## Історія

Меморіальна дошка пам'яті О. В. Тканка, ректора інституту протягом 1953—1979 рр. на навчальному корпусі № 1

Як вищий навчальний заклад університет започатковано у 1921 році в результаті створення Черкаського інституту народної освіти. Перший набір було здійснено 6 лютого він становив 214 ос. В інституті на той час функціонував один факультет — соціального виховання, який мав три відділення — історико-філологічне, природниче й фізико-математичне. У жовтні 1922 р. на базі інституту було організовано трирічні педагогічні курси, які в тогочасній системі освіти належали до вищих навчальних закладів. У 1924—1925 навчальному році відбувся перший випуск фахівців з вищою освітою. У результаті проведення адміністративної реформи й ліквідації губернського та повітового відділу Черкаси стали центром Черкаської (з 1927 р. — Шевченківської) округи і центром однойменного району. Зміни торкнулися й педагогічних курсів, які у липні 1925 р. набули статусу педагогічного технікуму. Викладачі технікуму брали активну участь у русі, спрямованому на ліквідацію неписемності (лікнеп). У травні 1930 р. педагогічний технікум реорганізовано в Черкаський інститут народної освіти. Того ж року постановою Раднаркому УСРР від 11 серпня на базі інституту народної освіти утворено Черкаський інститут соціального виховання з трирічним терміном навчання. У його складі діяли три відділення — агробіологічне, техніко-математичне та історичне. У зв'язку з ліквідацією Шевченківської округи наприкінці 1930 р. інституту передано нову триповерхову будівлю в центрі міста, яка після добудови у 1932 р. на довгі роки стала головним навчальним корпусом. У 1933 році інститут народної освіти реорганізовано у Черкаський педагогічний інститут, до складу якого ввійшли три факультети — природничий, фізико-математичний та мовно-літературний. У 1936 р. було створено ботанічний сад, який швидко перетворився у важливий навчально-дослідний підрозділ університету. У 1940—1941 навчальному році на 9 кафедрах інституту працювало близько 100 викладачів, з них — 2 професори і 10 кандидатів наук. 22 серпня 1941 р., коли німецькі війська окупували Черкаси, інститут припинив свою діяльність. Після звільнення Черкас, вже 1 квітня 1944 р. було відновлено навчання в інституті. У 1959 р. підготовка фахівців здійснювалася на чотирьох факультетах — фізико-математичному, природничому, філологічному і фізичного виховання. Навчальний процес забезпечували 14 кафедр, на яких працювало 113 штатних викладачів, навчалося 2675 студентів. У середині 1960-х рр. у складі інституту діяло вже шість факультетів — додалися факультети: іноземних мов та загальнонауковий. Інститут динамічно розвивався.
Після проголошення незалежності України у стислі терміни проведено значну роботу з приведення науково-педагогічної діяльності інституту у відповідність до вимог української держави. У 1991 р. завершилося будівництво восьмиповерхового навчально-лабораторного корпусу. У 1995 р. під час державної акредитації інститут отримав найвищий рівень акредитації — четвертий. Постановою Кабінету Міністрів України від 6 жовтня 1995 року № 789 на базі Черкаського державного педагогічного інституту створено Черкаський державний університет імені Богдана Хмельницького. У результаті реформування вищого навчального закладу було змінено не лише навчальні плани, програми, спецкурси, а й напрямки функціонування університету. Уже на початок 1998—1999 н.р. на 10 факультетах підготовка фахівців велася за 24 спеціальностями. На початку 2000-х рр. відкрито низку нових спеціальностей. На виконання наказу Міністерства освіти і науки України № 233 від 14.04.2003 р. з 1.06.2003 р. створено Севастопольську філію ЧНУ ім. Б. Хмельницького, яку зареєстровано 17.02.2004 р.
Найбільшим визнанням у науково-освітньому процесі й формуванні національної еліти стало надання університету указом Президента України від 21.08.2003 р., за № 871/2003 статусу національного.

## Керівники
Навчальний заклад у різні періоди очолювали: І. М. Звінський (1921—1922), А. О. Вадимов (з 1922), П. Мельник (директор у 1930—1932 рр.), В. Н. Столяров (директор у 1934—1935 рр.), Ф. М. Засульський, М. О. Довгялло (з 1943), І. І. Кобиляцький (директор у 1945—1953 рр.), Герой Радянського Союзу О. В. Тканко (ректор у 1953—1979 рр.), Ф. Ф. Боєчко (ректор у 1979—2000 рр.), А. І. Кузьмінський (ректор у 2000—2005 та 2007—2014 рр.), В. Т. Поліщук (ректор у 2005—2007 рр.), О. В. Черевко (з липня 2014 р.).

## Структура університету

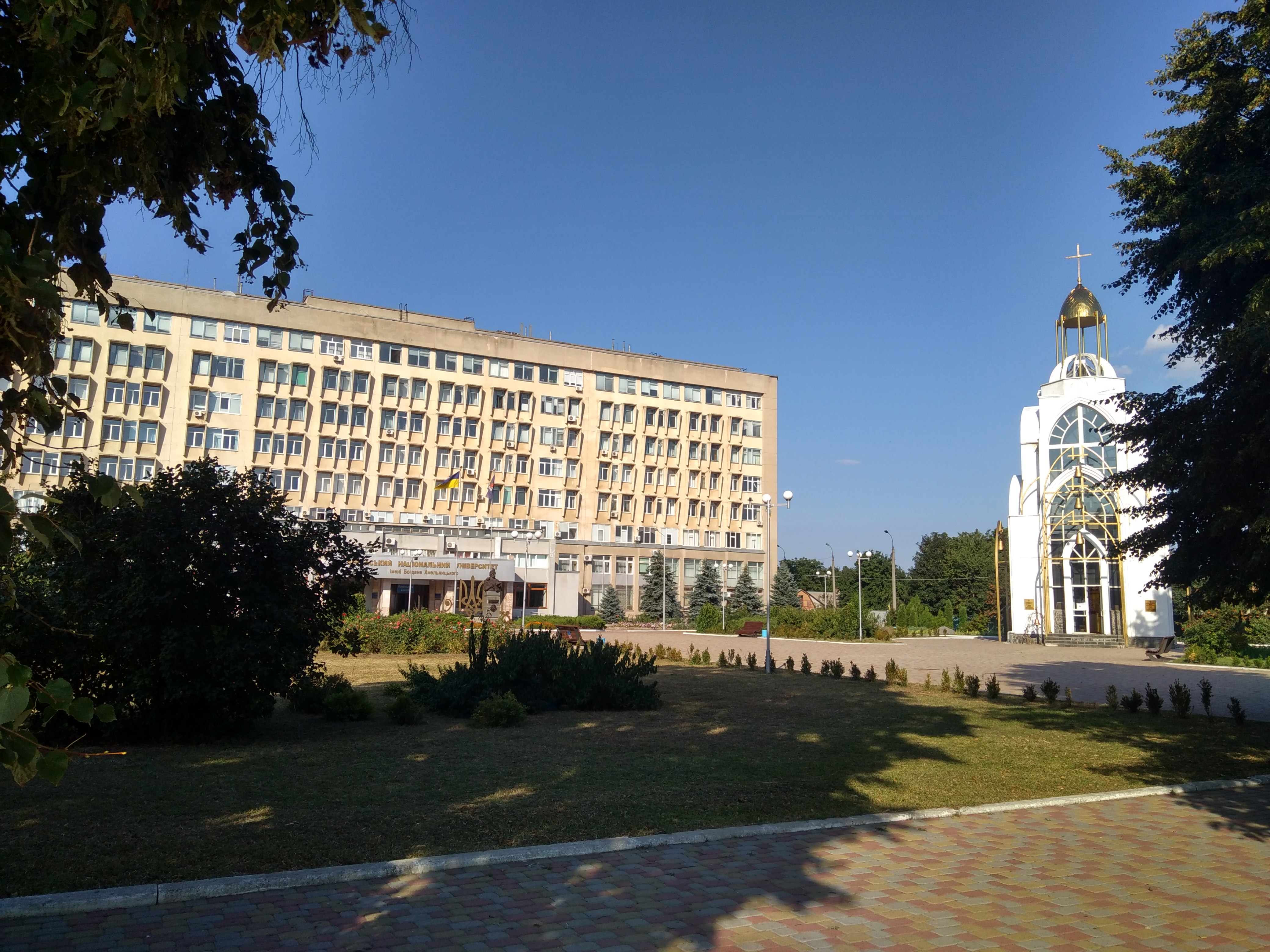
Навчальний корпус № 1 та університетська капличка

Навчальний корпус № 4

Навчальний корпус № 2

До складу університету входять 8 навчально-наукових інститутів та 2 факультети, навчається понад 6000 студентів.
Навчально-наукові інститути:
- ННІ іноземних мов
- ННІ міжнародних відносин, історії і філософії
- ННІ економіки і права
- ННІ педагогічної освіти, соціальної роботи і мистецтва
- ННІ природничих та аграрних наук
- ННІ фізичної культури, спорту і здоров'я
- ННІ української філології та соціальних комунікацій
- ННІ фізики, математики та комп'ютерно-інформаційних систем

Факультети:
- Психологічний факультет
- Факультет обчислювальної техніки, інформаційних та управляючих систем

Інші освітні підрозділи:
- Навчально-науковий центр «Інститут міжнародної освіти» — забезпечує підготовку іноземних громадян
- Інститут післядипломної освіти та курсової підготовки
- Кафедра військової підготовки — здійснює підготовку за такими військово-обліковими спеціальностями: 021000 Бойове застосування механізованих з'єднань, військових частин і підрозділів; 340002 Психологія.
- Навчально-науковий центр «Медичний інститут» — здійснює підготовку фахівців за спеціальністю 222 Медицина.

Теоретичну і практичну підготовку спеціалістів забезпечують 51 кафедра.

## Професорсько-викладацький склад
Станом на 31.12.2019 в університеті працюють понад 500 викладачів, серед яких — 1 академік, 1 член-кореспондент, 79 докторів наук, професорів, 332 кандидатів наук, доцентів. Майже 50 % нинішнього професорсько-викладацького складу є випускниками університету.
Серед викладачів університету — академік НАПН України Тамара Яценко, член-кореспондент НАПН України Федір Боєчко, 8 заслужених працівників освіти, 2 народні художники України — Іван Бондар та Іван Фізер, 4 Заслужених діячі науки і техніки України — Андрій Гусак, Володимир Лизогуб та Борис Мінаєв; три заслужених художники, один заслужений економіст України, один заслужений працівник культури України, 4 заслужених тренери України, 16 майстрів спорту різного рівня.

## Спеціальності

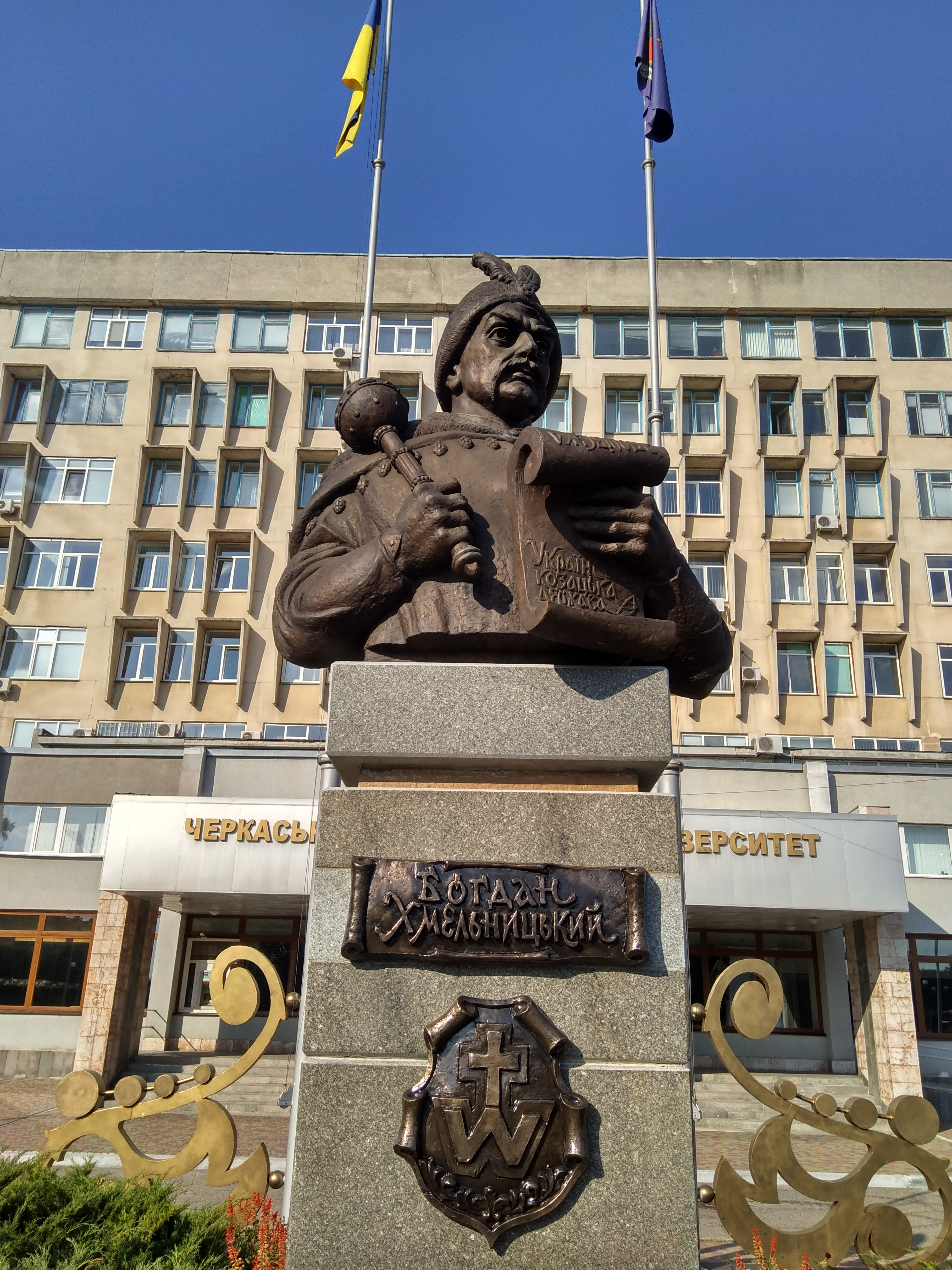
Погруддя Богдану Хмельницькому перед будівлею університету

### Бакалавр
Підготовка фахівців здійснюється за 50 спеціальностями (86 освітніх програм):
- 012 Дошкільна освіта
- 013 Початкова освіта
- 014 Середня освіта (біологія, хімія, інформатика, історія, математика, фізика, українська мова та література, мова і література англійська, мова і література німецька, мова і література російська, образотворче мистецтво, фізична виховання)
- 016 Спеціальна освіта (здоров'я людини)
- 017 Фізична культура і спорт
- 023 Образотворче мистецтво, декоративне мистецтво, реставрація
- 028 Менеджмент соціокультурної діяльності
- 032 Історія та археологія
- 033 Філософія
- 035 Філологія (мова і література англійська, мова і література німецька, мова і література російська, українська мова та література, переклад (германські мови, слов'янські мови))
- 051 Економіка (економіка підприємства, економічна кібернетика, економічна теорія)
- 052 Політологія
- 053 Психологія (загальна психологія, клінічна психологія, практична психологія, практична психологія з поглибленим вивченням англійської мови)
- 056 Міжнародні економічні відносини (міжнародна економіка)
- 061 Журналістика (журналістика, PR та реклама)
- 071 Облік і оподаткування
- 072 Фінанси, банківська справа та страхування
- 073 Менеджмент
- 074 Публічне управління та адміністрування
- 075 Маркетинг
- 076 Підприємництво, торгівля та біржова діяльність (економіка підприємства)
- 081 Право
- 091 Біологія
- 101 Екологія
- 102 Хімія
- 104 Фізика та астрономія
- 105 Прикладна фізика та наноматеріали
- 111 Математика
- 113 Прикладна математика
- 121 Інженерія програмного забезпечення
- 122 Комп'ютерні науки та інформаційні технології (інформаційні технології в біології та медицині, інформаційні технології моніторингу довкілля)
- 123 Комп'ютерна інженерія
- 124 Системний аналіз
- 126 Інформаційні системи та технології
- 151 Автоматизація та комп'ютерно-інтегровані технології
- 152 Метрологія та інформаційно-вимірювальна техніка
- 204 Агрономія
- 222 Медицина
- 231 Соціальна робота (соціальна робота, соціальна педагогіка)
- 241 Готельно-ресторанна справа
- 242 Туризм
- 291 Міжнародні відносини, суспільні комунікації та регіональні студії
- 292 Міжнародні економічні відносини

### Магістр
За освітнім ступенем магістра діяльність провадиться за 40 спеціальностями (69 освітніх програм). Зокрема, додатково до бакалаврату за наступними спеціальностями (освітніми програмами):
- 011 Науки про освіту (педагогіка вищої школи, освітні вимірювання)
- 032 Історія та археологія (архівознавство)
- 035 Філологія (прикладна лінгвістика, літературна творчість, фольклористика)
- 061 Журналістика
- 073 Менеджмент (управління навчальним закладом)
- 074 Публічне управління та адміністрування (державна служба)
- 081 Право (інтелектуальна власність)
- 122 Комп'ютерні науки та інформаційні технології (управління проектами)
- 152 Метрологія та інформаційно-вимірювальна техніка (якість, стандартизація та сертифікація)

Форми навчання: денна, заочна; за рахунок коштів державного бюджету та за рахунок коштів фізичної чи юридичної особи.

### Підготовка наукових кадрів
В університеті діє аспірантура, яка готує науково-педагогічні кадри за 14 спеціальностями освітньо-наукового рівня (ступеня) «доктор філософії»: 014 середня освіта, 032 історія та археологія, 033 філософія, 035 філологія, 051 економіка, 053 психологія, 073 менеджмент, 091 біологія, 102 хімія, 104 фізика та астрономія, 113 прикладна математика, 121 інженерія програмного забезпечення, 122 комп'ютерні науки та інформаційні технології.
Підготовка фахівців наукового рівня (ступеня) «доктора наук» здійснюється за 10 спеціальностями: 011 наука про освіту, 014 середня освіта, 032 історія та археологія, 033 філософія, 035 філологія, 051 економіка, 053 психологія, 073 менеджмент, 091 біологія, 104 фізика та астрономія
Функціонує 7 спеціалізованих вчених рад:
- на здобуття наукового ступеня доктора (кандидата) історичних наук за спеціальностями:

07.00.01 — історія України;
07.00.02 — всесвітня історія;
07.00.06 — історіографія, джерелознавство та спеціальні історичні дисципліни.
- на здобуття наукового ступеня доктора (кандидата) педагогічних наук за спеціальностями:

13.00.01 — загальна педагогіка та історія педагогіки;
13.00.02 — теорія та методика навчання (математика);
13.00.04 — теорія і методика професійної освіти.
- на здобуття наукового ступеня кандидата педагогічних наук за спеціальністю 13.00.06 — теорія і методика управління освітою;
- на здобуття наукового ступеня доктора (кандидата) філологічних наук за спеціальністю 10.01.01 — українська література;
- на здобуття наукового ступеня кандидата філологічних наук за спеціальністю 10.02.01 — українська мова;
- на здобуття наукового ступеня кандидата економічних наук за спеціальностями:

08.00.05 — розвиток продуктивних сил і регіональна економіка;
21.04.02 — економічна безпека суб'єктів господарської діяльності.
- на здобуття наукового ступеня кандидата біологічних наук за спеціальністю 03.00.13 — фізіологія людини і тварин

## Наукова діяльність
Науковими підрозділами університету є:
- Інститут фізіології імені Михайла Босого
- Інститут Шевченкознавчих досліджень
- Інститут селянства
- Інститут фізики і хімії функціональних матеріалів
- Центр з дослідження трипільської культури
- Науково-консультаційний центр «Освіта і розвиток»
- Науково-методичний центр туризмології й екскурсознавства
- Науково-навчальна лабораторія психодіагностики і медичної психології
- Центр молодіжних інновацій
- Навчально-науковий центр фізико-хімічних експериментальних досліджень
- Науково-методичний центр педагогічної майстерності
- Центр інтелектуальної власності, інноватики та управління проектами
- Полонійний центр
- Центр гендерних досліджень і комунікацій
- Музей-лабораторія педагогічної спадщини О. А. Захаренка
- Наукова лабораторія «Автоматизація наукових досліджень»
- Навчально-виробнича і наукова лабораторія кафедри видавничої справи, редагування і теорії інформації
- Інформаційно-аналітична лабораторія «Управління фінансово-економічною безпекою»
- Науково-навчальна лабораторія глибинної психокорекції
- Науково-дослідна лабораторія когнітивно-дискурсивних досліджень
- Науково-дослідна лабораторія математичної освіти
- Науково-дослідна лабораторія з екології
- Науковий центр діалектологічних досліджень Середньої Наддніпрянщини
- Науковий центр шевченкознавчих досліджень
- Науково-дослідний центр з вивчення пам′яток археології

Наукові дослідження в університеті охоплюють різноманітні аспекти як теоретичних, так і прикладних проблем фізико-математичних, природничих, психолого-педагогічних та соціально-гуманітарних наук. Результати досліджень наукових шкіл, які склалися в університеті, відомі не тільки в Україні, але й у наукових колах США, Англії, Франції, Німеччини, Італії, Росії, багатьох країн Східної Європи. За результатами наукових досліджень щороку публікується понад 800 наукових праць.
Професори Мінаєв Б. П. та Гусак А. М. за даними наукометричної бази Scopus входять до 100 провідних науковців України.
В університеті функціонує 16 наукових шкіл:
- члена-кореспондента АПН України, професора Боєчка Ф. Ф. — досліджує вплив вітамінів, мікроелементів і їх комплексів на обмінні процеси в організмі та його імуннозахисні функції в нормальних умовах та в умовах дії малих доз радіації);
- професора Гусака А. М. — здійснює дослідження актуальних проблем фізики твердого тіла;
- професора Жаботинської С. А. — досліджує сучасні проблеми англійської мови;
- професора Іщенка М. П. — досліджує соціально-політичні фактори інтегрування України у світове співтовариство;
- професора Кузьмінського А. І. — досліджує актуальні проблеми історії становлення української школи і розвитку вітчизняної освіти, проблеми підготовки фахівців і виховання молоді у вищому навчальному закладі системи освіти України в умовах європейської інтеграції;
- академіка Академії економічних наук, професора Кукурудзи І. І. — досліджує соціально-економічні наслідки ринкової трансформації економіки України;
- професора Лизогуба В. С. здійснює дослідження актуальних проблем фізіології людини, зокрема: фізіології мозку, психофізіології, вікової фізіології;
- професора Масненка В. В. сформована наприкінці 90-х рр. ХХ ст. — на початку ХХІ ст. У центрі уваги її представників перебуває широке коло наукових проблем: теорія та методологія історичної науки, розвиток української історичної науки як національної, компаративна історіографія, інтелектуальна історія, історична пам'ять, національна свідомість і становлення модерних націй, етносоціальні спільноти, соціальні та станові групи.
- професора Мінаєва Б. П., базується на квантово-хімічних дослідженнях електронної будови спектрів та реакційної здатності органічних та неорганічних речовин, металоорганічних комплексів та нанокластерів;
- професора Морозова А. Г. — досліджує широке коло питань пов'язаних з аграрною історією України, історією українського селянства, розвитком товарно-грошових відносин на селі доколгоспний та післяколгоспний період;
- професора Перехреста О. Г. — методологія, історіографія та джерела дослідження воєнної проблематики, міжнародні відносини періоду Другої світової війни, її економічні, соціальні та демографічні наслідки.
- професора Поліщука В. Т. започаткована в середині 90-х рр. ХХ ст., коли для кафедри української літератури і компаративістики одною з постійних стала тема «Літературне краєзнавство як наукова й навчально-методична проблема».
- професора Селіванової О. О. — досліджує актуальні проблеми сучасного мовознавства;
- професора Тарасенкової Н. А. — здійснює дослідження актуальних проблем математичної освіти;
- професора Чабана А. Ю. — основними напрямками досліджень є: роль і місце Середньої Наддніпрянщини в творенні українського етносу; Середнє Подніпров'я — ядро державотворчих процесів; Середнє Подніпров'я — колиска українського козацтва; Середня Наддніпрянщина і Українська козацька держава; національно-визвольні змагання на території краю; аграрні відносини і Середнє Подніпров'я; видатні постаті Середньої Наддніпрянщини.

### Почесні доктори, професори[6]
- Захаренко Олександр Антонович
- Зязюн Іван Андрійович
- Кінг Нінг Ту
- Кремень Василь Григорович
- Макаренко Микола Васильович
- Наєнко Михайло Кузьмович
- Омеляненко Віталій Лукич
- Передрій Ганна Романівна
- Туліна Тетяна Олександрівна
- Фесун Анатолій Іванович
- Шмітц Гвідо
- Ющенко Віктор Андрійович

## Міжнародні зв'язки
Університет входить до Євразійської асоціації університетів та Мережі університетів країн Чорноморського регіону.
Університетом підписані угоди про співробітництво з 51 вищими навчальними закладами 22 країн: Азербайджан, Білорусь, Болгарія, Вірменія, Данія, Ізраїль, Іспанія, Казахстан, Канада, Киргизстан, Латвія, Литва, Молдова, Німеччина, Польща, Росія, Румунія, США, Угорщина, Узбекистан, Франція та Швеція.

## Матеріальна база
Університет має сучасну навчально-матеріальну базу, яка забезпечує необхідні умови праці, навчання, проживання та відпочинку студентів.
Університет проводить освітню діяльність у 6 навчальних корпусах і допоміжних навчальних приміщеннях.
Університет має 5 гуртожитків на 2290 місць, що утворюють студентське містечко. Три з них — дев'ятиповерхові (з них два збудовано за блочною системою), інші два — п'ятиповерхові. Усі гуртожитки забезпечені водо-, газо-, електропостачанням.
Університет має бібліотеку, фонд якої становить 838 000 примірників, у тому числі 214 000 підручників. Існують також читальні зали для студентів і викладачів.
До послуг студентів 4 кафе, 2 їдальні на 492 місць, центр медичного обслуговування з наданням терапевтичних та стоматологічних послуг, редакційно-видавничий відділ, 11 спортивних та тренажерних зали, 7 спортмайданчиків, стадіон, ботанічний сад, студентський і спортивний клуби, навчально-наукова база «Сокирно», санаторій-профілакторій «Едем» на 50 місць.
В університеті функціонує навчальна лабораторія «Організація готельного обслуговування», яка є структурним підрозділом кафедри туризму та готельно-ресторанної справи. Готель орієнтований на студентів кафедри туризму та готельно-ресторанної справи, що проходять практику на його базі, викладачів та учасників семінарів, з'їздів та конференцій, що проходять в університеті, а також для інших гостей, які приїздять до Черкас з різними цілями. Навчальний готель налічує 9 житлових приміщень та 1 приміщення загального користування (Reception).

## Музеї університету

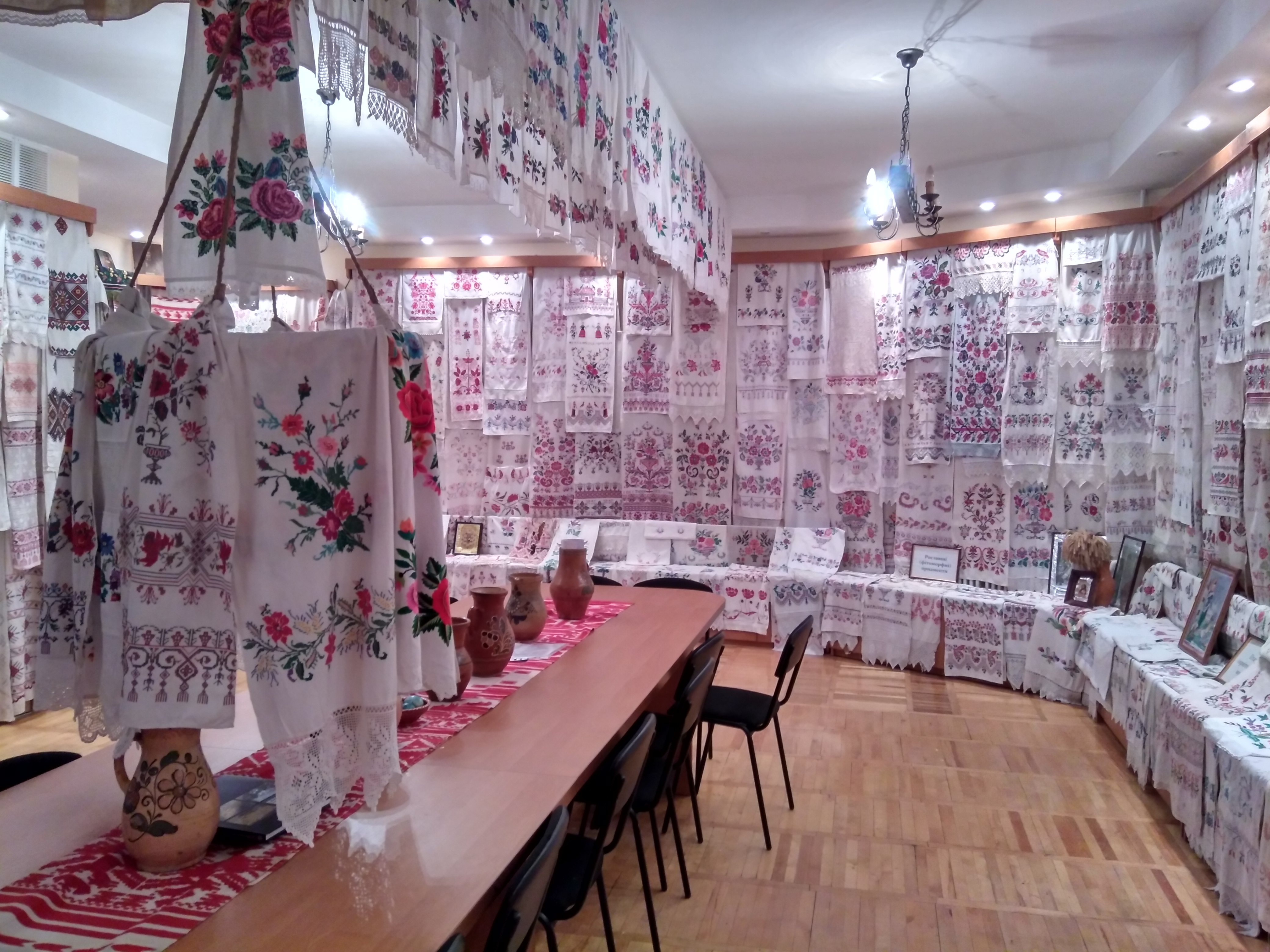
Музей українського рушника в університеті

На базі університету функціонує музейний комплекс, що включає музеї:
- Історії університету;
- Українського рушника;
- «Літературна Черкащина»;
- Археологічний;
- Зоологічний;
- Музей-лабораторія педагогічної спадщини Олександра Антоновича Захаренка;
- Університетської книги. Відкрито на базі Наукової бібліотеки ім. М. Максимовича в 2021 році.[8].

## Культурне життя
Поряд з навчанням в університеті проводиться значна культурна та спортивно-масова робота. Регулярно відзначаються Дні факультетів, проходять фестивалі і конкурси мистецтв, діють клуби за інтересами, художні і спортивні колективи. Радують глядачів своїм мистецтвом відомі самодіяльні колективи — ансамбль танцю «Черкащанка», ансамбль сучасного бального танцю «Алегро», хорова капела, духовий оркестр, вокальна студія «Віват».

## Видавнича діяльність
Університет має власну поліграфічну базу, де видаються науковий журнал, газета «Черкаський університет», методичні і навчальні посібники для студентів, підручники та інша поліграфічна продукція.
Наукові періодичні видання університету:
- Вісник Черкаського Університету. Серії: Біологічні науки; Економічні науки; Історичні науки; Прикладна математика. Інформатика; Педагогічні науки; Фізико-математичні науки, Філологічні науки, Філологічні науки, Хімічні науки
- Мовознавчий вісник
- Гуржіївські історичні читання
- Шевченків світ
- Український селянин
- Література. Фольклористика. Культурологія
- Педагогічна наука: історія, теорія, практика, тенденції розвитку

## Рейтинги
У 2003 р. університет став лауреатом рейтингу «Найкращі підприємства України» у номінації «Вища школа», увійшов до першої десятки за рейтингом «Найкращі вищі навчальні заклади України», здобув визнання Міжнародного академічного рейтингу «Золота фортуна» в номінації «Лідер класичної освіти».
За показниками наукометричної бази даних Scopus (на 2015), університет займав 21 місце серед 115 ВНЗ України, у 2018 році — піднявся 15 місце.
За показниками Webometrics (на січень 2017), університет займає 22 місце серед ВНЗ України.
За консолідованим рейтингом 2017 року, складеним ресурсом «Освіта.ua», університет займає 39-40 місце серед вищих навчальних закладів України, випереджаючі інші заклади Черкаської області.
За результатами опитування ключових роботодавців, здійсненого журналом «Фокус» у 2017 році, ЧНУ зайняв 40 місце серед вишів України.
Сайт ЧНУ імені Богдана Хмельницького очолив рейтинг інформативності вебсайтів вищих навчальних закладів за результатами вступної кампанії 2014 року, складений громадянською мережею ОПОРА.

## Відомі випускники

Пам'ятна дошка Олександру Захаренку на фасаді навчального корпусу № 4

Серед випускників ЧНУ чимало відомих науковців, громадських діячів, спортсменів, письменників, митців, зокрема: 
- олімпійський чемпіон Андрій Хіміч,
- срібний призер олімпіади в Сеулі Олександр Мотузенко,
- срібний призер олімпіади в Ріо-де-Жанейро Валентин Дем'яненко,
- паралімпійські чемпіони Григорій Вовчинський та Антон Скачков,
- срібний призер чемпіонату Світу, депутат Верховної Ради Володимир Іваненко;
- народний учитель СРСР Олександр Захаренко,
- народний учитель України М. І. Водяник,
- Герой України Тамара Прошкуратова,
- Герой Соціалістичної Праці К. М. Батюк,
- голова Національної спілки журналістів України Сергій Томіленко,
- Заслужений працівник освіти України Микола Зажирко,
- дійсний член НАПНУ Тамара Яценко,
- член-кореспондент НАПНУ Анатолій Кузьмінський,
- Заслужений діяч науки і техніки України Володимир Лизогуб,
- Заслужений діяч науки і техніки України Микола Макаренко;
- український музикант Андрій Хливнюк,
- гросмейстер з шахів Едуард Гуфельд;
- учасники російсько-української війни, що нагороджені орденами — В'ячеслав Гага, Вадим Кочерга, Ярослав Секрет, Олексій Семенюк;
- Мазніченко Вадим Олександрович — солдат Збройних сил України; учасник російсько-української війни. Призер Ігор Нескорених-2023;
- Михайленко Олеся Володимирівна (1999—2022) — старший солдат полку «Азов» Національної гвардії України, захисниця Маріуполя.